# Засічна Слобода
Засі́чна Слобода (рос. Засечная Слобода, ерз. Засечной Слобода) — село у складі Інсарського району Мордовії, Росія. Входить до складу Русько-Пайовського сільського поселення.
Населення — 43 особи (2010; 63 у 2002).
Національний склад станом на 2002 рік:
- росіяни — 95 %